# Piotr Adrian Toulorge
Piotr Adrian Toulorge (ur. 4 maja 1757 w Muneville-le-Bingard zm. 14 października 1793 w Coutances) – francuski norbertanin, ofiara rewolucji francuskiej, Błogosławiony Kościoła katolickiego.

## Życiorys
Urodził się w bardzo religijnej rodzinie. Wstąpił do seminarium i w 1781 roku otrzymał święcenia kapłańskie.
Został aresztowany w czasie rewolucji francuskiej w 1793 roku i podczas procesu, w dniu 13 października 1793 roku, został skazany na karę śmierci, przez ścięcie na gilotynie. Wyrok wykonano następnego dnia.
Został beatyfikowany przez papieża Benedykta XVI w dniu 29 kwietnia 2012 roku.